# Giuseppe Riva (presbitero)

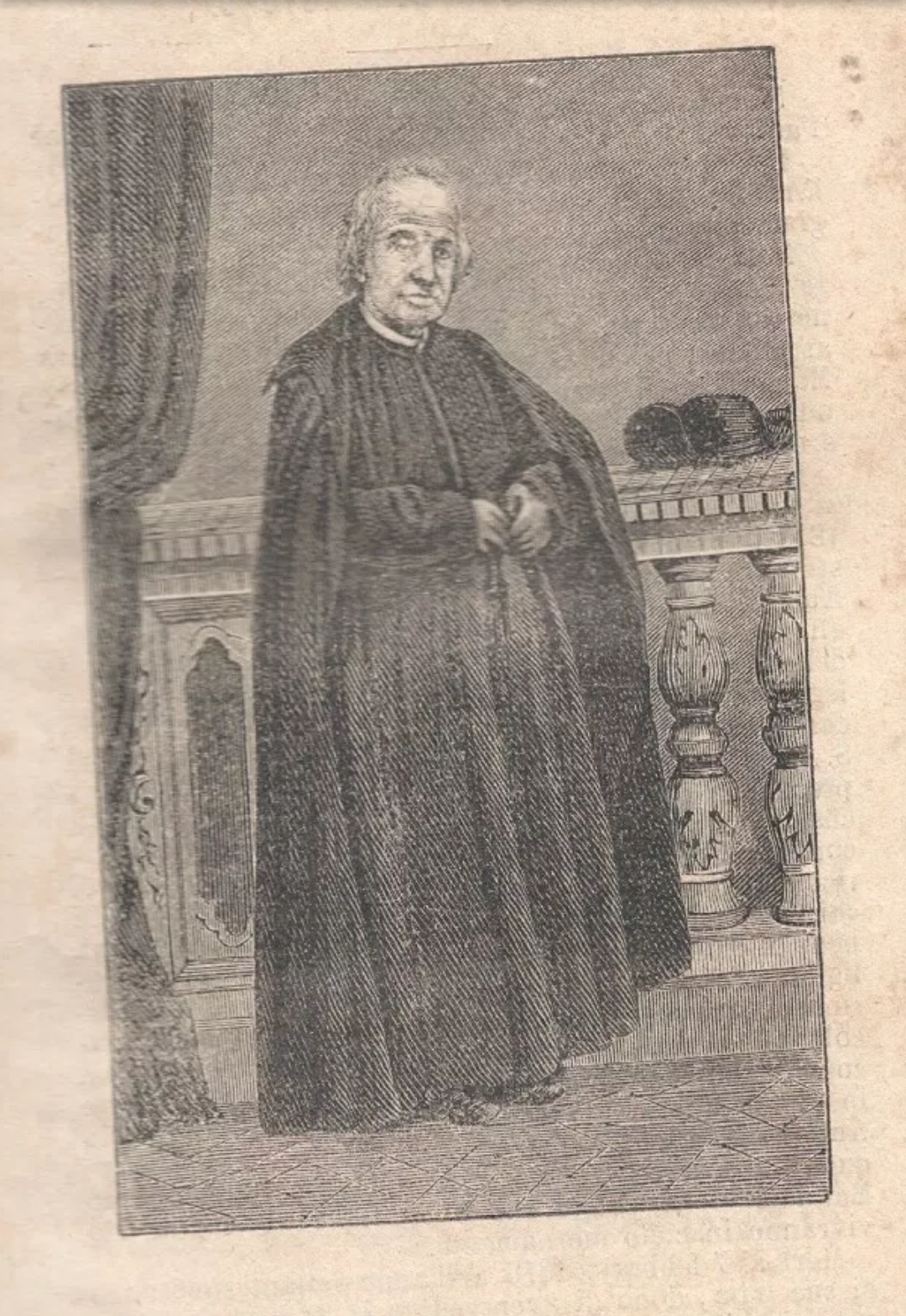
Il canonico Giuseppe Riva

Giuseppe Riva (Milano, 1803 – 7 febbraio 1876) è stato un presbitero e saggista italiano, che ricoprì l'incarico di penitenziere della "Metropolìa" milanese.

## Attività letteraria
Come si legge nella breve biografia all'inizio del Manuale di Filotea, egli divenne il predicatore più illustre di Milano e provincia dal 1830 al 1848. Aveva una buona memoria che gli consentiva di ricordare i racconti della Sacra Scrittura, dell'Agiografia e della Storia Ecclesiastica, che egli prediligeva. Conosceva bene la Liturgia e la insegnava a molti sacerdoti. Fu attento alle vocazioni religiose, alle questioni legate al Sacerdozio e alle Missioni. Era molto devoto dell'Immacolata e la onorò con la pubblicazione di numerose opere e novene.

## Manuale di Filotea
L'opera per la quale il Riva è ancor oggi ricordato è il Manuale di Filotea, una raccolta di preghiere, istruzioni, cantici popolari, meditazioni, novene, per il culto di Dio, della Vergine Maria e dei santi.
L'autore s'era proposto di favorire con tale opera la pietà e la devozione dei fedeli, soprattutto nel compendiare le principali devozioni della tradizione cattolica in un unico pratico volume.
Alla data della sua morte erano già state stampate ventidue edizioni. L'edizione del 1901 influenzò profondamente la spiritualità della mistica e santa Gemma Galgani, con particolare riguardo al culto dell'angelo custode. L'ultima edizione, pubblicata nel 1952, subì una notevole rielaborazione da parte del sacerdote padovano Gilberto Dal Sasso.
Il "Manuale di Filotea" è un testo classico di crescita spirituale che offre consigli pratici su come condurre una vita devota e virtuosa secondo i precetti della spiritualità cristiana. Il termine "Filotea" deriva dal greco e significa "amante di Dio", e il testo è incentrato sull'idea di una vita ispirata dall'amore verso Dio. È una guida per la crescita interiore e il perfezionamento personale attraverso la pratica della fede.
La Filotea è una tradizione letteraria già attestata in san Francesco di Sales, autore del libro Filotea. Introduzione alla vita devota.

## Opere
- Manuale di Filotea, Milano, a spese dell'editore, 1837; 22ª ed., Milano, Serafino Majocchi, 1875.
- Giardino spirituale: libretto utilissimo a chicchessia, specialmente ai giovani per l'esercizio della pietà, Milano, presso l'autore ed editore, 1840.
- Il divoto di Maria, provveduto di considerazioni, preghiere, esempi, ossequj e cantici per onorarla debitamente in ogni tempo dell'anno e specialmente per fare il mese di Maria, Milano, presso l'autore, 1845.
- Salterio della beata Vergine Maria in cento settanta cantici popolari italiani, Milano, presso l'autore, 1847.
- L'Immacolata Concezione della beata V. Maria considerata ed ossequiata in dieci brevissime lezioni storico-ascetiche tutte susseguite da analoghe orazioni, esempj e pie pratiche, Milano, Serafino Majocchi, 1854.
- La vera Chiesa di Gesù Cristo: trattatello estratto dalla sua opera Il simbolo apostolico, coll'aggiunta d'una breve appendice su tutte le altre parti della dottrina cristiana, Milano, presso Serafino Majocchi, 1874.
- Nuova esposizione della dottrina cristiana, ossia Il simbolo apostolico con svariata importantissima erudizione spiegato al popolo, Milano, Libreria editrice ditta Serafino Majocchi, 1875.
- La Cristeulogia, ossia Le grandezze di Gesù Cristo esposte in diversi discorsi dogmatici, morali, storici e polemici, Milano, Libreria editrice ditta Serafino Majocchi, 1875.
- Conferenze sui doveri degli ecclesiastici per gli esercizj al clero, Milano, Libreria editrice ditta Serafino Majocchi, 1875.